# Chileutomia
Chileutomia is een geslacht van weekdieren uit de klasse van de Gastropoda (slakken).

## Soorten
- Chileutomia neozelanica Powell, 1940
- Chileutomia subvaricosa Tate & Cossmann, 1898 †